# Мэриленд
Мэ́риленд (англ. Maryland, американское произношение: [ˈmɛrələnd] (слушать)о файле) — небольшой по территории штат на востоке США, один из так называемых Средне-Атлантических штатов и один из 13 штатов, совершивших Американскую революцию. Расположен вокруг города Вашингтон. 
Население — 6 185 278 человек (18-е место среди штатов; данные 2020 года). 
Столица — Аннаполис, крупнейший город — Балтимор.
Официальные прозвища:
- «Штат старой границы» (англ. Old Line State)
- «Штат-кокарда» (англ. Cockade State)
- «Свободный штат» (англ. Free State). Такое название штату дала одна из балтиморских газет в 1920-х годах во время действия 18-й поправки к Конституции США, вводившей «сухой закон» на территории страны. Тогда штат Мэриленд первым заявил о том, что не хочет подчиняться запрету на продажу и производство алкоголя[5].

## География и климат
Штат расположен на берегах Чесапикского залива. 
Его территория делится на Восточный берег (на полуострове Делмарва) и Западный берег. 
На севере Мэриленд граничит с Пенсильванией вдоль линии Мейсона-Диксона; на северо-востоке — с Делавэром, на юге и на западе — с Виргинией и Западной Виргинией (граница проходит вдоль Потомака), а также со столичным округом Колумбия. На востоке территория омывается водами Атлантического океана.
Площадь Мэриленда — 32 133 км² (42-е место среди штатов), из них около 21 % приходится на воду. 
Восточные области Мэриленда составляют Прибрежную низменность, на западе расположена так называемая «Линия водопадов». 
Климат умеренный, влажный.
Города
В штате находятся 157 инкорпорированных населённых пунктов: 29 городов (city), 123 малых города (town) и 5 деревень (village). Все они вместе занимают 4,4 % площади штата, но в них проживает 26,2 % его населения.

## История
В 1524 году на восточном побережье Северной Америки побывал Джованни да Верраццано во главе французской экспедиции. Первым из англичан этот район исследовал капитан Джон Смит из Вирджинии в 1608 году. В 1631 году Уильям Клэрборн основал здесь первое торговое поселение.
В 1632 году король Карл I предоставил Джорджу Калверту патент на заселение земель между 40-й параллелью и южным берегом Потомака — будущей провинции Мэриленд. В том же году барон умер, и земля досталась его сыну, Сесилу Калверту. 25 марта 1634 года английские колонисты основали здесь поселение Сент-Мэри, названное в честь небесной покровительницы королевы Генриетты Марии.
В 1649 году законодательное собрание колонии приняло первый в Америке закон, провозгласивший свободу вероисповедания, Закон о веротерпимости (тем не менее, занимать государственные должности до 1867 года могли только христиане, а до 1961 года — только верующие). С 1692 по 1715 годы Мэрилендом управляли королевские губернаторы. В 1694 году столица провинции была перенесена в Провиденс, который в 1708 году был переименован в Аннаполис в честь королевы Анны Стюарт.
В 1715 году провинция вновь перешла в управление Калвертов. Для улаживания территориальных разногласий между Мэрилендом и Пенсильванией правители колоний, Калверт и Пенн, назначили двоих чиновников, Чарлза Мейсона и Джеремию Диксона, которые провели границу между колониями. С тех пор Линия Мэйсона — Диксона считается фактической границей между южными и северными штатами США.
В 1765 году граждане Мэриленда выступили против британского Закона о гербовом сборе. 3 июля 1776 года Мэриленд объявил о своей независимости, а через четыре месяца стал первой из колоний, принявшей в качестве штата собственную конституцию. Хотя боевых действий на территории штата не было, бойцы из Мэриленда активно участвовали в Войне за независимость.
28 апреля 1788 года Мэриленд ратифицировал Конституцию США и стал седьмым по счету штатом США. В 1791 году власти штата выделили земли федеральному правительству, чтобы создать столичный округ Колумбия и город Вашингтон. Во время войны 1812—1814 годов англичане пытались захватить Балтимор и подвергли обстрелу форт Мак-Генри, защищавший город. Именно тогда Фрэнсис Скотт Кей написал стихотворение «Звёздное знамя», ставшее словами национального гимна США.

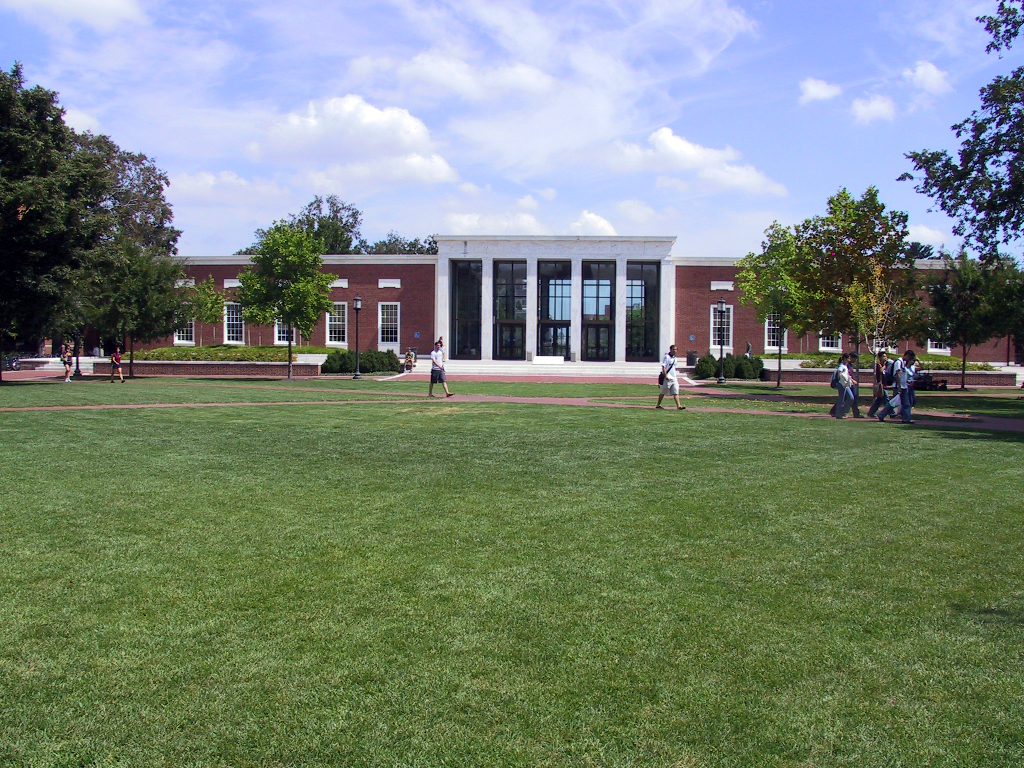
Эйзенхауэровская библиотека (Университет Джонса Хопкинса)

Во время Гражданской войны позиции жителей Мэриленда разделились. После того как Виргиния вышла из Союза, президент Линкольн ввёл в Мэриленде военное правление, чтобы не допустить отделение штата, расположенного близ города Вашингтона. В штате состоялись кровопролитные сражения (Сражение у Южной Горы, Сражение при Энтитеме, Сражение при Хаперс-Ферри и Сражение на Монокаси).
В 1864 году была принята новая конституция, которая отменила рабство, и Мэриленд впервые был признан «свободным штатом» в этом контексте. После принятия поправок к конституции, предоставляющих избирательные права освобожденным, в 1867 году штат распространил избирательное право на небелых мужчин.
Демократическая партия быстро отвоевала власть в штате у республиканцев. Демократы заменили Конституцию 1864 года на Конституцию 1867 года. После окончания Реконструкции юга в 1877 году демократы придумали способы лишения чернокожих избирательных прав, сначала путем физического запугивания и фальсификации результатов голосования, а затем с помощью конституционных поправок и законов. Однако чернокожие и иммигранты сопротивлялись усилиям Демократической партии по лишению избирательных прав в штате. В 1896—1904 годах чернокожие жители Мэриленда входили в бирасовую республиканскую коалицию, избранную в правительство штата, и составляли 20 % электората.

## Население

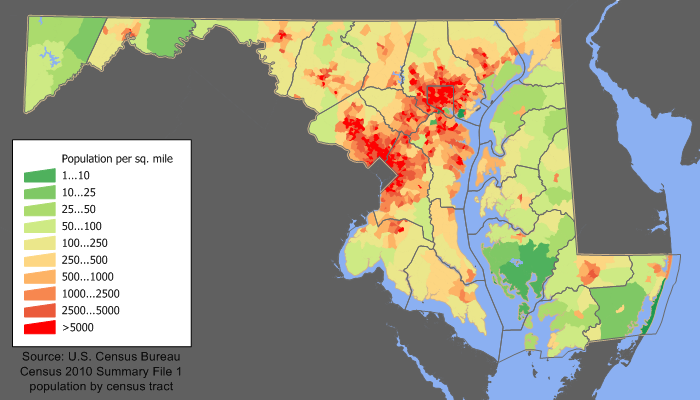
Карта плотности населения штата

По данным Бюро переписи населения США на 1 июля 2011 года население штата составляет 5 828 289 человек; по сравнению с данными переписи 2010 года прирост составил 0,95 %. Большая часть населения проживает в центральной части штата, в агломерациях Балтимора и Вашингтона.
По данным на 2006 год 645 744 человек, проживающих в штате, родились за пределами США. Это главным образом уроженцы Латинской Америки и стран Азии. В Мэриленде проживает крупнейшая в стране корейская диаспора.
Расовый состав: белые (66,99 %), афроамериканцы (29,02 %), азиаты (4,53 %), коренные американцы (0,76 %), океанийцы (0,12 %). Белое население представлено главным образом потомками немецких, ирландских, английских и итальянских эмигрантов. Около 82 % населения исповедуют христианство; 4 % — иудаизм; 0,1 % — ислам; 1 % — другие религии; около 11 % населения заявили о своей нерелигиозности.

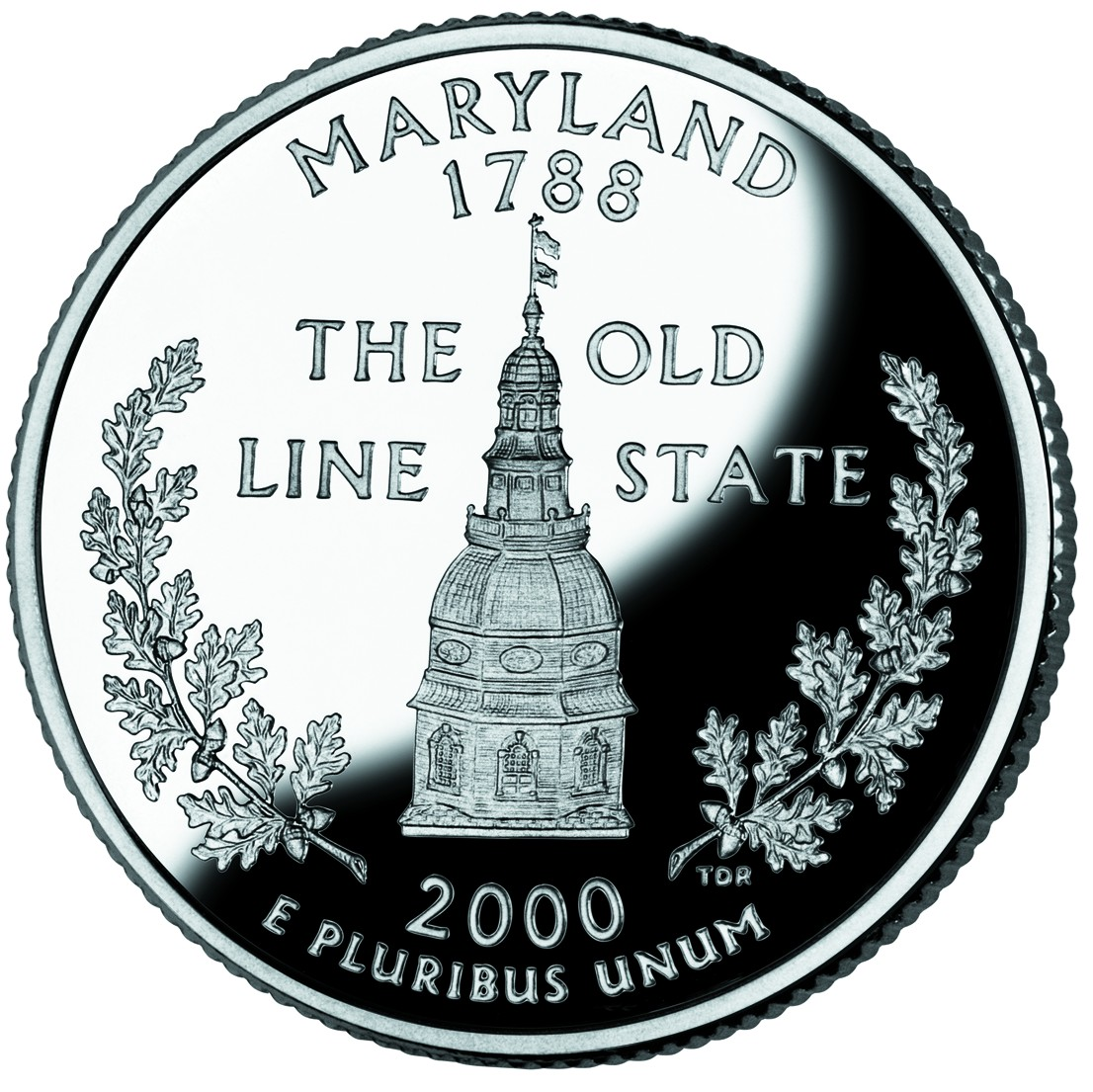
Монета 25 центов, посвящённая штату

Динамика численности населения:
- 1940: 1 821 244 чел.
- 1950: 2 343 001 чел.
- 1960: 3 100 689 чел.
- 1970: 3 922 399 чел.
- 1980: 4 216 975 чел.
- 1990: 4 781 468 чел.
- 2000: 5 296 486 чел.
- 2010: 5 773 552 чел.

## Экономика

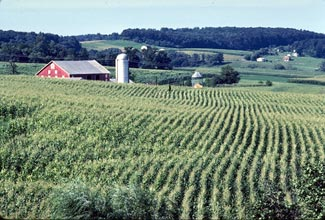
Сельский пейзаж в округе Кэрролл

По данным Бюро экономического анализа, ВВП Мэриленда в 2005 году составил 246 млрд долл. (15-е место среди штатов). 
В огромной степени современная экономика Мэриленда зависит от сферы услуг, транспорта, строительства и информационных технологий (сказывается близость со столицей государства и наличие крупных морских портов). Кроме того, в Мэриленде расквартированы многие федеральные организации, в частности НАСА, Агентство национальной безопасности (АНБ) в Форт-Миде, Комиссия по безопасности потребительских продуктов, Управление по контролю за продуктами и лекарствами (УКПЛ, FDA) и др.
В штате имеются значительные запасы угля, но его добыча значительно упала с начала XX века. 
Есть предприятия по добыче камня и песка. 
Развито сельское хозяйство, в частности, табаководство.

## Транспорт
- Метрополитен Балтимора
- Вашингтонский метрополитен

## Образовательные учреждения
- Мэрилендский университет в Колледж-Парке
- Университет Джонса Хопкинса
- Мэрилендский университет в Колледж-Парке

## Политики
- Спиро Агню — 39-й вице-президент США от Республиканской партии с 1969 по 1973 год.
- Крис Ван Холлен — член палаты представителей США от штата Мэриленд.

## Области-побратимы
- провинция Аньхой (кит. упр. 安徽, пиньинь Ānhuī), Китай
- провинция Кёнсан-Намдо (кор. 경상 남도, 慶尙南道), Южная Корея
- Либерия (англ. Liberia)
- Лодзинское воеводство (пол. Województwo łódzkie), Польша
- префектура Канагава (яп. 神奈川県), Япония
- штат Рио-де-Жанейро (порт. Estado do Rio de Janeiro), Бразилия
- регион Нор-Па-де-Кале (фр. Nord-Pas de Calais), Франция
- штат Халиско (исп. Jalisco), Мексика
- Эстония (эст. Eesti)
- Ленинградская область, Россия